# إدي كولب
إدي كولب (بالإنجليزية: Eddie Kolb)‏ هو لاعب كرة قاعدة أمريكي، ولد في 20 يوليو 1880 في سينسيناتي في الولايات المتحدة، وتوفي في 1 أكتوبر 1949 في كالغاري في كندا.

## وصلات خارجية
- إدي كولب على موقع جمعية أبحاث البيسبول الأمريكية (الإنجليزية)